# Afrikaspiele 2023/Taekwondo
Bei den Afrikaspielen 2023 in der ghanaischen Hauptstadt Accra fanden vom 17. bis 22. März 2024 im Taekwondo insgesamt 25 Wettbewerbe statt, davon jeweils zwölf bei den Männern und bei den Frauen sowie ein gemischter Mannschaftswettbewerb. Austragungsort war die Ga-Mashiae Hall im Trust Sports Emporium.
Erfolgreichste Nation war Tunesien mit neun Gold- und zwei Silbermedaillen sowie einer Bronzemedaille, vor Ägypten mit fünf Gold-, sieben Silber- und vier Bronzemedaillen und dem Niger mit vier Goldmedaillen, einer Silbermedaille und fünf Bronzemedaillen. Tunesien stellte dabei sowohl im Vollkontakt-Kampf (Kyorugi) als auch im Formenlauf (Pumsae) die erfolgreichsten Starter.

## Bilanz

### Medaillenspiegel
| Platz  | Land           | Gold | Silber | Bronze | Gesamt |
| ------ | -------------- | ---- | ------ | ------ | ------ |
| 1      | Tunesien       | 9    | 2      | 1      | 12     |
| 2      | Ägypten        | 5    | 7      | 4      | 16     |
| 3      | Niger          | 4    | 1      | 5      | 10     |
| 4      | Marokko        | 3    | 1      | 5      | 9      |
| 5      | Senegal        | 2    | 2      | 4      | 8      |
| 6      | Nigeria        | 1    | 1      | 4      | 6      |
| 7      | Mauritius      | 1    | —      | —      | 1      |
| 8      | Elfenbeinküste | —    | 6      | 7      | 13     |
| 9      | Algerien       | —    | 2      | 1      | 3      |
| 9      | Ghana          | —    | 2      | 1      | 3      |
| 11     | Gabun          | —    | 1      | 1      | 2      |
| 12     | Mali           | —    | —      | 5      | 5      |
| 13     | Kenia          | —    | —      | 4      | 4      |
| 14     | Burkina Faso   | —    | —      | 2      | 2      |
| 15     | Botswana       | —    | —      | 1      | 1      |
| 15     | Lesotho        | —    | —      | 1      | 1      |
| 15     | Tschad         | —    | —      | 1      | 1      |
| Gesamt | Gesamt         | 17   | 17     | 33     | 67     |

### Medaillengewinner

#### Kyorugi
Männer
| Disziplin  | Gold                        | Silber                   | Bronze                           |
| ---------- | --------------------------- | ------------------------ | -------------------------------- |
| Bis 54 kg  | Moatazbellah Aboserea       | Amadou Toudiani Maharana | Siriman Ballo Ibrahim Diomandé   |
| Bis 58 kg  | Nouridine Issaka            | Issa Diakité             | Casimir Betel Youssouf Simpara   |
| Bis 63 kg  | Mohamed Khalil Jendoubi     | Bocar Diop               | Ben Konaté Maman Mansour         |
| Bis 68 kg  | Mouhamadou Mansour Lo       | Aaron Kobenan            | Ibrahim Maiga Ahmed Nassar       |
| Bis 74 kg  | Aboubacar Mangue            | Rami Eissa               | Jean Kouamé Hani Tebib           |
| Bis 80 kg  | Firas Katoussi              | Seif Eissa               | Faysal Sawadogo Ismaël Coulibaly |
| Bis 87 kg  | Ahmad Rawy                  | Moataz Ifaoui            | Anicet Kassi Soufiane Elasbi     |
| Über 87 kg | Abdoulrazak Issoufou Alfaga | Abdullah Essam Mohiuddin | Anthony Obame Ayoub Bassel       |

Frauen
| Disziplin  | Gold                     | Silber          | Bronze                            |
| ---------- | ------------------------ | --------------- | --------------------------------- |
| Bis 46 kg  | Zaraou Abdou Bilane      | Soukaina Sahib  | Michelle Tau Ndeye Ngoné          |
| Bis 49 kg  | Ikram Dhahri             | Janna Khatab    | Karabo Kula Nabintou Koné         |
| Bis 53 kg  | Ouhoud Ben Aoun          | Bouma Coulibaly | Chinazum Nwosu Oumaima El Bouchti |
| Bis 57 kg  | Chaima Toumi             | Mariama Cissé   | Yacine Diaw Maïmouna Konaté       |
| Bis 62 kg  | Wafa Masghouni           | Koumba Ibo      | Merieme Khoulal Nadine Mahmoud    |
| Bis 67 kg  | Elizabeth Anyanacho      | Aya Shehata     | Safia Salih Fanta Traoré          |
| Bis 73 kg  | Omayma Boumh             | Urgence Mouega  | Jully Musangi Abenan Dangnide     |
| Über 73 kg | Fatima-Ezzahra Aboufaras | Bathily Astan   | Faith Ogallo Toka Hassan          |

Mixed
| Disziplin  | Gold                                                                                                | Silber                                                                                  | Bronze                                                                                          |
| ---------- | --------------------------------------------------------------------------------------------------- | --------------------------------------------------------------------------------------- | ----------------------------------------------------------------------------------------------- |
| Mannschaft | MarokkoAyoub Bassel Omayma Boumh Oumaima El-Bouchti Soufiane Elasbi Merieme Khoulal Haitam Zarhouti | ÄgyptenAhmad Rawy Aya Shehata Janna Khattab Moatazbellah Aboserea Nadine Amr Rami Eissa | NigeriaElizabeth Anyanacho Ifeoluwa Ajayi Peter Itiku Paul Kolade Chinazum Nwosu Chidimma Okoko |

#### Pumsae
Männer
| Disziplin           | Gold                 | Silber                   | Bronze                                |
| ------------------- | -------------------- | ------------------------ | ------------------------------------- |
| Unter 30            | Adama Ndiaye         | Chahine Abdesabour Saker | Adamou Ahmadou Boubacar Usman Harun   |
| Unter 40            | Sheldon Yan Too Sang | Nassir Merdaci           | Assoumane Moussa Issahak Gerald Sarfo |
| Mannschaft unter 30 | Ägypten              | Tunesien                 | Senegal                               |
| Freestyle über 17   | Ahmed Aboushady      | Kelvin Amuzu             | Habibou Diallo Foued Ben El Derouich  |

Frauen
| Disziplin           | Gold             | Silber           | Bronze                                    |
| ------------------- | ---------------- | ---------------- | ----------------------------------------- |
| Unter 30            | Imen Akermi      | Yaye Aïta Ndiaye | Mary Muriu Salma Dabbur                   |
| Unter 40            | Yassmin Zekri    | Josephine Esuku  | Milka Akinyi Zeinabou Sompa Ouaba         |
| Mannschaft unter 30 | Tunesien         | Ägypten          | Elfenbeinküste                            |
| Freestyle über 17   | Ganatalla Elkotb | Erica Tuagbor    | Josephine Ineme Esuku Gado Aichatou Djibo |